# Produzione di aglio in Cina

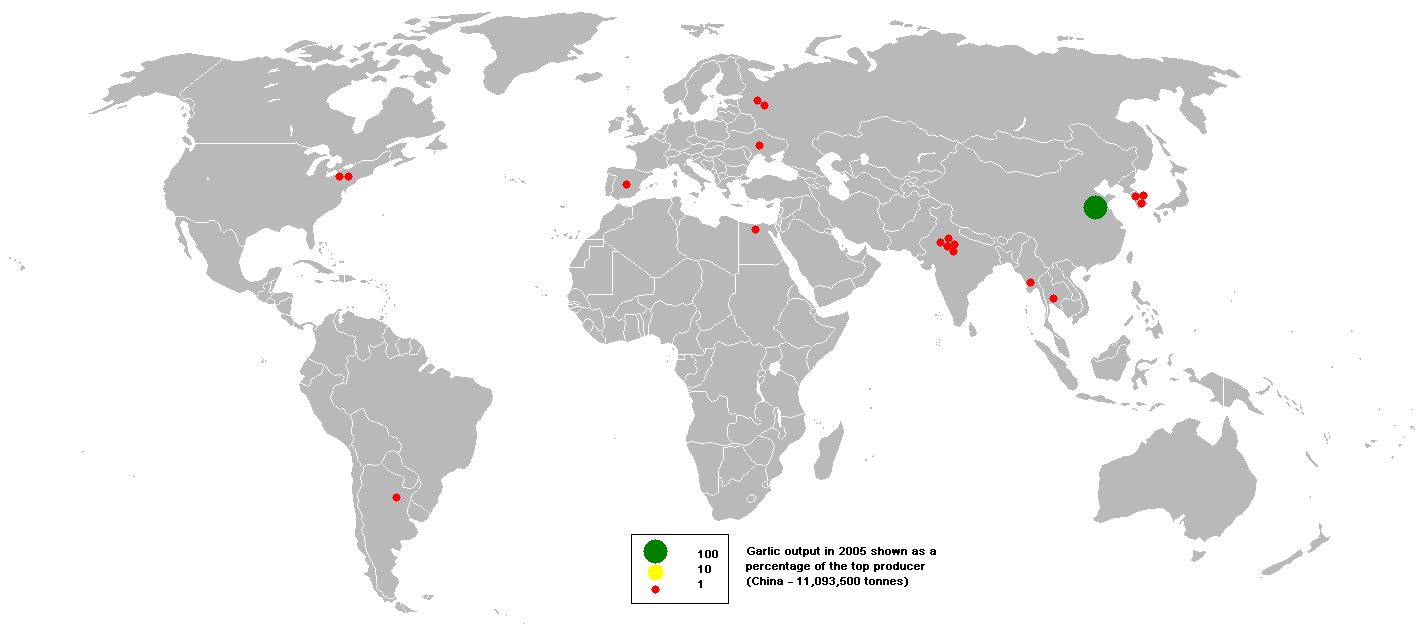
Produzione dell'aglio nel 2005 come percentuale del maggior produttore, la Cina.

La produzione dell'aglio in Cina è importante per l'industria mondiale dello stesso aglio dal momento che quel paese ne produce l'80% della produzione complessiva nel mondo e ne è il più importante esportatore. Dopo la Cina altre importanti nazioni produttrici di aglio sono l'India (5% della produzione mondiale) e il Bangladesh (1%). Secondo i dati del 2016, la Cina ne produceva 21 milioni di tonnellate all'anno.

## Storia
In Cina l'aglio è citato nel Calendario della Dinastia Xia, risalente al 2000 a.C. Si teorizza che in quel paese la coltivazione fosse praticata in contemporanea con quella dell'antica Mesopotamia. I suoi potenti effetti antibiotici erano noti agli antichi cinesi, che ne facevano uso nell'ambito della loro medicina tradizionale al fine di curare, tra gli altri, i disturbi intestinali e la diarrea.
Tra il 1992 e il 2000, le esportazioni di aglio dalla Cina sono aumentate dalle 128 239 alle 383 860 tonnellate, facendo di quel paese il maggior produttore mondiale.
La Cina è stata coinvolta in numerose dispute con le nazioni concorrenti, tra cui Corea del Sud, Giappone e Stati Uniti, venendo accusata di politica di dumping. Nel 1994 gli Stati Uniti d'America hanno di conseguenza introdotto un dazio antidumping del 376,67% sull'aglio cinese per un periodo di 5 anni, e nel 1999, essendosi i commercianti cinesi del prodotto negati all'incontro con i funzionari USA, il diritto doganale è stato rinnovato a tempo indeterminato. Nello stesso 1994 la Cina ha a sua volta introdotto un regolamento sull'esportazione di aglio in 12 paesi, in base al quale soltanto 16 ditte produttrici sono state autorizzate a esportarlo, con una quota fissa per ciascuna di esse e una conseguente tassa. Il quantitativo totale concesso è stato nello stesso anno indicato dalla Camera di Commercio Cinese in 100 000 tonnellate, con incrementi crescenti per i successivi quattro anni.
Nel febbraio 2001 tre nazioni europee si sono accordate per una composizione dell'annosa disputa relativa agli interessi cinesi nei loro territori con un accordo della durata di sette anni. Nel 2004 è stato imposto dal Canada un dazio anti dumping sull'aglio cinese, essendosi valutato che in quel periodo le esportazioni cinesi del prodotto erano arrivate a coprire il 75% della produzione mondiale. La commissione per la revisione aveva anche osservato che la produzione in Cina aveva fatto registrare un aumento del 60% rispetto al livello del 2000. Nonostante questa forte produzione registrata fino al 2004, la FAO ha segnalato per l'anno successivo un calo di produzione tale da produrre un aumento del prezzo dell'aglio sul mercato d'esportazione pari a 13 $ per cassa.
Messico, Brasile, Cile, Thailandia, Venezuela e Sudafrica si sono allineati a USA e Canada nell'imposizione di un dazio anti dumping. Il dazio verso le esportazioni di aglio cinese verso l'Unione Europea, invece, è stato imposto al di là del limite di 29,1 milioni di libbre annuali, con importi in misura crescente sulle quantità eccedenti.
La Cina ha avuto problemi anche con la Corea del Sud, il più importante mercato del suo aglio. Nel 1999 i prezzi dell'aglio in quel paese hanno infatti subito una caduta del 30% addebitata al minor costo del prodotto cinese di importazione. Come conseguenza, il primo giugno 2000 il governo sud coreano ha imposto un tributo del 315% accompagnato a restrizioni sulla quantità consentita per l'importazione. Dai cinesi il gesto è stato considerato un attacco diretto alla loro industria dell'aglio, e una settimana più tardi, il 7 giugno, essi hanno reagito sospendendo l'importazione di telefoni mobili e di polietilene di produzione sud coreana. Sei settimane più tardi tuttavia la sospensione è stata revocata e i diplomatici coreani hanno raggiunto con le autorità cinesi un accordo sull'industria dell'aglio, in base a cui la Corea ne avrebbe potuto importare 32 000 tonnellate all'anno a tariffe ridotte, con la concessione di un incremento annuale del 5,25% per un periodo di 3 anni. Il Ministero Cinese per il Commercio Estero e la Collaborazione Economica ha quindi emanato un complesso di Regole Provvisorie per la Gestione delle Esportazioni di Aglio verso la Corea del Sud allo specifico fine di gestirle e regolarle.
Nel gennaio 2013 è stato riferito che due operatori britannici avevano guadagnato alcuni milioni di euro contrabbandando aglio cinese dalla Norvegia in Svezia, attività illegale in quanto l'Unione Europea impone un dazio del 9,6% sull'aglio importato da oltremare.

## Produzione
Al 2016 la Cina era il maggior produttore mondiale di aglio, con una quantità pari all'80% del totale. Esso è per lo più prodotto nella provincia orientale dello Shandong, situata a sud est di Pechino; Jinxiang è in particolare nota come capitale mondiale dell'aglio.
| Nazione | Produzione (tonnellate) |
| --- | ----------------------- |
| Cina | 21 197 131              |
| India | 1 400 000               |
| Bangladesh | 381 851                 |
| Unione europea | 302 074                 |
| Egitto | 280 216                 |
| Corea del Sud | 275 549                 |
| Russia | 262 211                 |
| Mondiale | 26 573 001              |
| Può includere dati ufficiali, semiufficiali o stimati. Fonte: Organizzazione delle Nazioni Unite per l'alimentazione e l'agricoltura |                         |

### Metodi di produzione
Mentre l'aglio (Allium sativum) è principalmente prodotto al fine di conferire gusto al cibo, ne sono altresì noti usi al fine di migliorare la salute. In Cina la coltivazione risale a tempi remoti, dopo che esso si ritiene vi sia arrivato dalla Mongolia, nel tipo detto suan. Siccome non produce semi, la sua propagazione avviene tramite metodi vegetativi con l'uso di segmenti degli spicchi (che sono coperti da un involucro protettivo) che si formano all'interno dei bulbi; ciascun bulbo di aglio ha dieci foglie attaccate all'asse centrale della pianta. Tali foglie vengono eliminate all'atto dell'immagazzinamento, che riguarda soltanto i bulbi. Gli spicchi arrivano a formazione definitiva quando radici e foglie muoiono. L'odore caratteristico dell'aglio è dovuto a numerosi composti organici di zolfo tra cui l'alliina ed i suoi derivati, come l'allicina e il disolfuro di diallile.
L'aglio cresce meglio in regioni con temperatura variabile dai 12 ai 24 gradi Celsius. Le radici penetrano poco a fondo, rendendo essenziale una condizione di buon drenaggio, in particolare quando la coltivazione avviene su un suolo sabbioso. L'uso di pesticidi chimici avviene dopo l'effettuazione di analisi sul campo. Le malattie comuni dell'aglio sono la peronospora, la muffa grigia, l’elmintosporiosi, la ruggine dell’aglio (Puccinia allii), l’alternariosi e l’Aspergillus. La pianta viene raccolta allorché le foglie muoiono mediante estrazione meccanica dal suolo e con eliminazione degli elementi marci, quindi sottoposta a processo curativo. Se adeguatamente immagazzinata, essa può essere conservata per un periodo fino a 6 mesi; la varietà destinata alla semina dev'essere conservata a una temperatura variabile da 5 a 10 gradi Celsius. Gran parte della mano d'opera per la produzione dell'aglio in Cina viene dai carcerati:
L'orario di lavoro è lungo e, "secondo quanto affermato da ex carcerati, gli acidi acri dell'aglio possono far sciogliere le unghie dei detenuti fino a metterne a nudo la carne. Quelli non più in grado di usare le mani strappano gli involucri dell'aglio con i denti".

## Festival e conferenze
La terza conferenza annuale cinese sull'aglio si è svolta nel maggio 2013, organizzata dalla Camera di Commercio Cinese per i Prodotti Alimentari, Prodotti Naturali e Sottoprodotti dell'Allevamento e la sua sottosezione dedicata specificamente all'aglio, formata da circa 200 ditte operanti nell'ambito di tale industria. Il secondo China International Garlic Festival è stato organizzato dalla China Vegetable Circulation Association, dal Productivity Promotion Center e dal Jining Municipal People's Government nel 2010 a Jinxiang. La contea è stata riconosciuta nel 2002 dal Guinness dei primati come la più grande area di coltivazione dell'aglio.